# Harry R. Lewis
Harry Roy Lewis (sinh năm 1947) là một nhà khoa học máy tính, nhà toán học và quản trị viên đại học người Mỹ nổi tiếng với nghiên cứu về logic tính toán, sách giáo khoa về khoa học máy tính lý thuyết và các bài viết về điện toán, giáo dục đại học và công nghệ. Ông là Giáo sư Khoa học Máy tính Gordon McKay tại Đại học Harvard, và là Trưởng khoa của Đại học Harvard từ năm 1995 đến 2003.
Lewis đã được vinh danh vì "những đóng góp đặc biệt cho giảng dạy đại học"; sinh viên của ông đã bao gồm các doanh nhân tương lai Bill Gates và Mark Zuckerberg, và nhiều giảng viên tương lai tại Harvard và các trường khác. Trang web "Six Degrees to Harry Lewis", được tạo bởi Zuckerberg khi còn ở Harvard, là tiền thân của Facebook.
Một vị trí giáo sư mới về Kỹ thuật và Khoa học Ứng dụng, được một cựu sinh viên ủng hộ, sẽ được đặt tên cho Lewis và vợ ông khi họ nghỉ hưu.